# Reinhard Röpke
Reinhard Röpke (* 1930; † 25. Oktober 1993 in Neuseeland) war ein deutscher Unternehmer.

## Leben
Reinhard Röpke studierte an der Technischen Hochschule Stuttgart Ingenieurwissenschaften und schloss sich hier dem Corps Stauffia an. Nach dem Abschluss des Studiums als Dipl.-Ing. trat er 1957 in die Hella KGaA Hueck & Co. ein. 1965 wurde er neben seinem Vater Wilhelm Röpke und Arnold Hueck persönlich haftender Gesellschafter des Unternehmens. Unter seiner Führung entwickelte sich Hella zu einem führenden internationalen Unternehmen der Automobilzulieferindustrie. Reinhard Röpke verunglückte tödlich bei einem Flugzeugabsturz in Neuseeland, bei dem auch seine Frau Heide, sein Sohn Klaus Reinhard und seine Schwiegertochter Eva zu Tode kamen.
Neben seiner unternehmerischen Tätigkeit war Reinhard Röpke Aufsichtsrat der Esso AG, der IBM Deutschland GmbH, der Hagen Batterie AG sowie der Möller Werke GmbH.